# Dell'Oro Group
Dell’Oro Group est une entreprise américaine spécialisée dans l'analyse stratégique concernant l'industrie des réseaux et des télécommunications. La société  réalise des études de marché trimestrielles très appréciées par les milieux financiers, les opérateurs, les industriels et les grandes institutions gouvernementales, qui fournissent des informations quantitatives détaillées sur les chiffres d'affaires, les livraisons en nombre de ports ou d'unités et les prix moyens de vente.